# Alicante Innovation et Territoire
Alicante Innovation + Territoire est un plan stratégique créé pour la Province d’Alicante, (Espagne- Europe du Sud).
Il fut conçu à partir d’un accord de coopération signé en 2007 par la Députation Provinciale d’Alicante o Conseil Provinciale d’Alicante et l’ex Caja Mediterráneo (institution financière publique) – en tant qu’associés stratégiques-, au côté de la  Fondation Metrópoli  -associé détenteur des connaissances en la matière -, qui se consacre principalement à l’étude des villes et territoires.
Il s’agit d’une équipe multidisciplinaire, avec à sa tête, le président de la Fondation Metrópoli, le docteur architecte et sociologue urbaniste, Alfonso Vegara, ancien Président de ISOCARP (acronyme de l’Association Internationale d’Urbanistes de Villes et Régions) depuis 2002 jusqu’à 2005, qui reçut le prix «Prix de Planification Municipal et Régional Européen», décerné par le Conseil Européen des Urbanistes (ECTP-CEU) en 2006, ainsi qu’en 2008, mais dans une autre catégorie.
Alfonso Vegara a dirigé les recherches, ainsi que le rapport analytique postérieur qui donna lieu à une large gamme de solutions destinées à la province d’Alicante, et par la suite, à son recrutement au sein de l’équipe. Cette équipe, afin de mener à bien son travail,  s’est inspirée sur la philosophie des Villes intelligentes . À partir de leurs différentes hypothèses, leur projet fut présenté en décembre 2008, et fut publié un mois plus tard en format "livre" (et gratuit) sous le titre «Programme Alicante Innovation + Territoire», financé et offert à la société civile par les associés stratégiques.
- L’objectif du programme stratégique est celui de promouvoir le développement économique des villes formant part de la province d’Alicante avec l’intention de les rendre plus compétitives et florissantes. Le programme «Alicante I+T» considère que la transformation territoriale, constitue la pierre angulaire de tout un procédé de développement économique basé sur l’innovation et sur les connaissances.
- Ce programme s’engage à faciliter l’adaptation du territoire et ses activités économiques aux nouveaux défis pour le futur en faisant participer, dans ce processus, la Société civile, ainsi que les secteurs publics et privés.
- Les outils avec lesquels il propose mener à bien leurs suggestions stratégiques pour chaque domaine fonctionnel, seraient les "Agences Zéro" (pépinière d'entreprises), et les "Clusters" (pôles de compétitivité).

Le programme stratégique «Alicante I+T» est basé sur le "Schéma de développement de l'espace communautaire" élaborée par le Comité de Développement Spatial de la UE ; la Communication de la Commission européenne: Mettre le savoir en pratique: une stratégie d'innovation élargie pour l'UE, dirigée au Conseil européen, au Parlement européen, au Comité économique et social européen, et au Comité des régions. Enfin, il est également basé  sur "L’Initiative Europe Innova"  de l’UE échafaudée à partir du 6e Programme-cadre de  Recherche et Développement. 
Ce projet fut promu dans le courant des années 2009 et 2010 par Suma Gestión Tributaria, organisme chargé de gérer les impôts locaux des mairies de cette province, et plus spécialement le Taxe foncière sur les propriétés bâties et non bâties. Il est aussi chargé de mettre à jour la cartographie liée à cet impôt. Suma est un organisme autonome qui dépend de la Députation o Conseil Provinciale d’Alicante.
À ce jour, ayant terminé sa promotion au sein du Foro Suma 2010 o Forum de Suma 2010, le programme stratégique «Alicante Innovation + Territoire» est déposé dans l’espace du Développement local de la Députation o Conseil Provinciale d’Alicante, et est disponible à tous ceux à qui il pourrait intéresser.

## Liens Internes
- Députation provinciale (Espagne)

- Glocal

- Avantage compétitif

- Programme-cadre pour la recherche et le développement technologique

## Liens Externes
- Fin de la promotion “Alicante Innovation + Territoire. 9+4’’ FORO SUMA 2010
- Revue Urbanisme, Pierre Laconte
- Présentation d'INEF4 à l'occasion du Solar Decathlon Europe 2014: Arnaud MONTEBOURG, Benoît HAMON, Alain ROUSSET y Alfonso VEGARA